# 别尔哥罗德-德涅斯特罗夫斯基市镇
別爾哥羅德-德涅斯特羅夫斯基市級市鎮（烏克蘭語：Білгород-Дністровська міська громада）是乌克兰敖德薩州別爾哥羅德-德涅斯特羅夫斯基區的一個市镇，行政中心為別爾哥羅德-德涅斯特羅夫斯基。

## 居民點
該市鎮只包括別爾哥羅德-德涅斯特羅夫斯基市內的範圍，並不包含任何其他的居民点。